# Хоббит: Пустошь Смауга
«Хо́ббит: Пу́стошь Сма́уга» (англ. The Hobbit: The Desolation of Smaug) — приключенческий фильм в жанре эпического фэнтези 2013 года режиссёра Питера Джексона по сценарию Фрэн Уолш, Филиппы Бойенс, Джексона и Гильермо дель Торо, основанный на романе Дж. Р. Р. Толкина «Хоббит, или Туда и обратно». Продолжение фильма «Хоббит: Нежданное путешествие», второй фильм трилогии «Хоббит», выступающей в качестве приквела к «Властелину колец».
Фильм рассказывает о Бильбо Бэггинсе, который продолжает сопровождать Торина Дубощита и его друзей-гномов в путешествии к Одинокой горе, которую стережёт дракон Смауг. Их преследуют мстительные орки под предводительством Азога Осквернителя и его сына Болга, в то время как Гэндальф Серый расследует возвращение давно забытой злой силы в руины Дол Гулдура. Главные роли исполнили Иэн Маккеллен, Мартин Фримен, Ричард Армитидж, Бенедикт Камбербэтч, Эванджелин Лилли, Ли Пейс, Люк Эванс, Кен Стотт, Джеймс Несбитт и Орландо Блум.
Фильмы были сняты параллельно в формате 3D с частотой 48 кадров в секунду, съёмки проходили по всей Новой Зеландии и в павильонах студии Pinewood. Дополнительные съёмки проходили в течение мая 2013 года.
Премьера фильма состоялась 2 декабря 2013 года в Лос-Анджелесе, а затем 12 декабря в Новой Зеландии, 13 декабря в США и 18 декабря в России. Прокат осуществляла компания Warner Bros. Pictures. Фильм получил в основном положительные отзывы и заработал более 959 миллионов долларов в мировом прокате, что сделало его четвёртым самым кассовым фильмом 2013 года. Фильм получил ; на 86-й церемонии вручения премии «Оскар» он был номинирован за лучший звуковой монтаж, лучший микширование звука и лучшие визуальные эффекты.
Третий и заключительный фильм трилогии «Хоббит: Битва пяти воинств» был выпущен в 2014 году.

## Сюжет
Фильм начинается с прихода Торина в гостиницу «Гарцующий пони» в поселении Бри, где он знакомится с Митрандиром.
Торина и его компанию преследуют Азог и его орки после событий предыдущего фильма. Гэндальф ведёт их в близлежащий дом Беорна — оборотня. При этом гномы, хоббит и чародей чудом спасаются от самого Беорна в медвежьем обличии. 
Ночью Азога призывает в Дол Гулдур Некромант, приказывающий ему собрать войска для войны. Затем Азог поручает охоту на Торина своему сыну Больгу. На следующий день Беорн знакомится с Бильбо, гномами и Гэндальфом и во время утреннего завтрака сообщает им про заключённый между орками Мории и тёмными силами из Дол Гулдура союз.
Оборотень, который некоторое время был пленником самого Азога, сопровождает компанию к границам Лихолесья, где Гэндальф обнаруживает чёрное наречие, отпечатанное на старых руинах. В это же время Гэндальф получает телепатическое сообщение от леди Галадриэль, призывающее его исследовать гробницу Назгулов. Он предупреждает компанию идти только по тропе, причём Бильбо пытается рассказать чародею про найденное им в Голлумовой пещере кольцо, и покидает их. Войдя в лес, группа сбивается с пути и после переправы через реку попадает в ловушку к гигантским паукам Лихолесья. Затем Бильбо освобождает гномов из паутины с помощью своего недавно полученного кольца. Впоследствии он роняет кольцо и начинает понимать его тёмное влияние после того, как жестоко убивает живое существо, чтобы вернуть кольцо.
Остальных пауков убивают Лесные эльфы — нандор во главе с командиром пограничной стражи Тауриэль и принцем Леголасом. Они берут гномов в плен и приводят Торина к своему королю Трандуилу. Трандуил предлагает сделку - эльфы отпустят гномов, в ответ гномы вернут эльфам ценные самоцветы - реликвию народа эльфов, эти камни Трандуил когда-то заказал у гномов для своей погибшей супруги, поэтому они имеют для него высокую ценность как память о ней. Торин напоминает королю эльфов о пренебрежении к гномам Эребора после нападения Смауга и отказывается от сделки. Гномов заключают в тюрьму. Гном Кили проявляет знаки внимания к Тауриэль. Трандуил говорит Тауриэль, что стража должна охранять границы королевства от пауков, другие земли его не волнуют, он замечает, что Тауриэль стала дорога Леголасу, Тауриэль замечает, что вряд ли король позволит принцу сойтись с простой лесной эльфийкой, Трандуил подтверждает это и приказывает не обнадеживать сына понапрасну. Эти слова ранят Тауриэль. Бильбо, избежав плена, ворует связку ключей, открывает темницу, устраивает побег гномов, используя пустые винные бочки, которые он отправляет вниз по течению. Преследуемые лесными эльфами, гномы попадают в засаду Больга и его отряда орков, а Кили получает рану моргульской стрелой. Группа участвует в трёхстороннем сражении, но в конечном итоге гномам удаётся сбежать от двух групп преследователей. Затем Трандуил запечатывает вход в своё королевство после того, как пленённый усилиями Тауриэли орк рассказывает, что тёмная сущность возвратилась и собирает армию на юге. Тауриэль решает уйти и помочь гномам, и Леголас идёт за ней. Тем временем Гэндальф проникает в гробницу чародея Ангмара, где происходит его встреча с Радагастом Бурым.
Отряд гномов тайно доставляет в Эсгарот лодочник Бард, спрятав его в бочках с рыбой. Торин недоволен оружием, которое приносит ему Бард, и предпринимает неудачную попытку ограбить оружейный склад Эсгарота. Будучи схваченным, король гномов обещает бургомистру и народу Озёрного города часть сокровищ горы. Тщеславный и алчный правитель города соглашается помочь ему, чтобы сплавить неудобных пришельцев или нажиться. Выясняется, что Бард, за которым власти давно следят как смутьяном, является потомком последнего правителя Дейла по имени Гирион и у него есть последняя чёрная стрела, способная убить Смауга. Раненый Кили вынужден оставаться в постели, за ним ухаживают Фили, Оин и Бофур, оставшейся же компании устраивают тёплое прощание.
Тем временем Гэндальф вместе с Радагастом едут на юг Лихолесья к руинам Дол Гулдура, после чего последний отправляется к леди Галадриэль за помощью. Внутри Колдовской цитадели Гэндальф находит попавшего в плен к оркам полубезумного отца Торина Траина Второго и понимает, что тот лишился последнего оставшегося из семи гномьих колец власти. Чародей попадает в засаду Азога и сталкивается с Некромантом. Некромант убивает Траина и затем одолевает в поединке Гэндальфа, причём выясняется, что Некромант — это Саурон, дух которого уцелел со времён Войны Последнего союза.
Торин и оставшиеся члены компании достигают Одинокой горы, где Бильбо обнаруживает скрытый вход. Лишь с помощью хоббита отряду Торина удается открыть тайную дверь. Бильбо посылают забрать драгоценный камень Аркенстон, но, невзирая на меры предосторожности, он случайно пробуждает Смауга. Пытаясь найти Бильбо, который надел Кольцо Всевластия, Смауг говорит, что знает о возвращении Торина. Вернувшись в Озёрный город, Бард пытается принести чёрную стрелу к городскому самострелу, поскольку боится того, что может произойти, когда гномы войдут в гору. Но по приказу бургомистра и его коварного помощника Альфрида его арестовывают, и он приказывает своему сыну спрятать стрелу. Больг и его отряд орков проникают в город и нападают на четырёх гномов, но с ними быстро справляются вовремя прибывшие Тауриэль и Леголас. У Тауриэль и Кили завязываются романтические отношения. Пока Кили поправляется, он открыто восхищается красотой Тауриэль и спрашивает, любит ли она его. Леголас направляется в погоню за Больгом. Тем временем брошенный в клетку Гэндальф беспомощно наблюдает, как Азог и армия орков идут из Дол Гулдура к Одинокой горе.
Внутри пещер Одинокой горы во время долгой погони Бильбо и гномы вновь разжигают королевскую кузницу, используя пламя Смауга, чтобы растопить большую золотую статую, надеясь похоронить дракона заживо в расплавленном золоте. Несмотря на то, что им это удаётся, Смауг выживает. Взбешённый дракон выбирается из горы и улетает, чтобы уничтожить Озёрный город. Бильбо с ужасом наблюдает за тем, кого они высвободили, и спрашивает себя: «Что мы наделали?».

## В ролях
| Персонаж                      | Актёр / Актриса     |
| ----------------------------- | ------------------- |
| Бильбо Бэггинс                | Мартин Фримен       |
| Гэндальф Серый                | Иэн Маккеллен       |
| Галадриэль                    | Кейт Бланшетт       |
| Торин Дубощит                 | Ричард Армитидж     |
| Леголас Зелёный Лист          | Орландо Блум        |
| Тауриэль                      | Эванджелин Лилли    |
| Балин                         | Кен Стотт           |
| Бофур                         | Джеймс Несбитт      |
| Глоин, отец Гимли             | Питер Хэмблтон      |
| Дори                          | Марк Хэдлоу         |
| Нори                          | Джед Брофи          |
| Кили                          | Эйдан Тёрнер        |
| Фили                          | Дин О’Горман        |
| Двалин                        | Грэм Мактавиш       |
| Оин                           | Джон Каллин         |
| Бомбур                        | Стивен Хантер       |
| Ори                           | Адам Браун          |
| Бифур                         | Уильям Кирхер       |
| Радагаст Бурый                | Сильвестр Маккой    |
| Некромант (озвучка)           | Бенедикт Камбербэтч |
| Смауг, дракон (образ и голос) | Бенедикт Камбербэтч |
| Трандуил                      | Ли Пейс             |
| Беорн                         | Микаэль Персбрандт  |
| Бард Лучник/Баин              | Люк Эванс           |
| Бургомистр Эсгарота           | Стивен Фрай         |
| Азог                          | Ману Беннетт        |
| Больг                         | Лауренс Макор       |
| Альфрид                       | Райан Гейдж         |
| Галион, дворецкий Трандуила   | Крэйг Холл          |
| Камео                         | Питер Джексон       |

## Создание

### Подбор актёров
Бенедикт Камбербэтч сообщил, что его участие в «Хоббите» не ограничится только озвучиванием персонажей. Так, исполнение роли дракона Смауга будет сродни исполнению роли Голлума Энди Сёркисом — Камбербэтч также надевал специальный костюм с датчиками для осуществления технологии «захвата движения и мимики». К концу февраля 2012 года основная часть работы Камбербэтча над фильмом завершена: при этом, по словам актёра, технология «захвата движения и мимики» использовалась и для создания образа Некроманта.

### Съёмки
Первый съёмочный блок проходил по большей части в павильонах (в Новой Зеландии с марта по май — осень, с июня по август — зима), второй съёмочный блок в основном проходил «на натуре». По словам режиссёра Питера Джексона, такое распределение съёмочного цикла обусловлено не температурным, а световым режимом: съёмки на натуре должны проходить как минимум 12 часов каждый день, что зимой невозможно из-за раннего наступления темноты. В конце октября — первой половине ноября 2011 года съёмочные группы фильма работали в первую очередь на разных территориях Южного острова: одна группа снимала на самой северной части острова, в округе Нельсон, другая — в юго-восточной части острова, в округе Отаго.

## Выход в прокат
2013 год:
- 2 декабря — премьера фильма в Лос-Анджелесе[9];
- 10 декабря — Аргентина;
- 11 декабря — Нидерланды, Бельгия, Швейцария, Швеция, Финляндия, Франция, Норвегия, Филиппины, Дания;
- 12 декабря — Новая Зеландия, Португалия, Таиланд, Словакия, Хорватия, Сингапур, Италия, Греция, Босния и Герцеговина, Германия, Венгрия, Аргентина, Австрия, Израиль, Италия, Греция, Египет, Кувейт, Ливан, Южная Корея, Сербия, Чехия;
- 13 декабря — США, Великобритания, Ирландия, Индия, Индонезия, Бразилия, Венесуэла, Болгария, Испания, Литва, Канада, Румыния, Словения, Мексика, ЮАР, Тайвань, Турция, Эстония;
- 18 декабря — Россия, Украина, Тунис;
- 19 декабря — Грузия, Перу, Уругвай, Армения, Киргизия, Казахстан, Азербайджан;
- 20 декабря — Колумбия;
- 25 декабря — Польша;
- 26 декабря — Чили, Исландия, Австралия;
- 27 декабря — Пакистан;

2014 год:
- 3 января — Вьетнам;
- 21 февраля — Китай;
- 28 февраля — Япония.[10]

### Кассовые сборы
За первые выходные фильм собрал в Северной Америке 73,6 млн долларов, став таким образом вторым среди фильмов с самыми большими кассовыми сборами в первые выходные в декабре, уступив первому фильму трилогии («Хоббит: Нежданное путешествие» собрал в первые выходные на 11 млн больше — 84,6 млн долларов). В Европе за первые выходные фильм собрал 135,4 млн долларов.
Общие сборы «Пустоши Смауга» составили 958,4 млн долларов (из них — 258,4 млн долларов собраны в США, и 700 млн долларов — в других странах), что на 62,7 млн долларов меньше, чем сборы предыдущей части. Вторая часть трилогии находится на 39 месте в списке самых кассовых фильмов за всё время и на четвёртом в списке самых кассовых фильмов, выпущенных в 2013 году. В России «Пустошь Смауга» со сборами в размере 45 млн долларов находится на 10 месте в списке самых кассовых фильмов кинопроката России за всё время и на втором месте в списке самых кассовых фильмов кинопроката России в 2013 году.

## Отзывы
Фильм получил в основном хорошие отзывы кинокритиков. На Rotten Tomatoes 74 % на основе 222 рецензий критиков со средней оценкой 6,8/10. На сайте Metacritic фильм получил оценку 66 из 100 на основе 44 рецензий, что соответствует статусу «в основном положительные отзывы».

## Саундтрек
Музыкальное сопровождение к фильму, так же как и для «Властелина колец» и предыдущего фильма, написано Говардом Шором. Оригинальный саундтрек был записан Новозеландским симфоническим оркестром под управлением Конрада Поупа.
| №   | Название                        | Длительность |
| --- | ------------------------------- | ------------ |
| 1.  | «The Quest For Erebor»          | 3:24         |
| 2.  | «Wilderland»                    | 4:56         |
| 3.  | «The House of Beorn»            | 3:43         |
| 4.  | «Mirkwood»                      | 4:28         |
| 5.  | «Flies and Spiders»             | 7:52         |
| 6.  | «The Woodland Realm»            | 4:27         |
| 7.  | «Feast of Starlight»            | 2:48         |
| 8.  | «Barrels Out of Bond»           | 1:50         |
| 9.  | «The Forest River»              | 4:55         |
| 10. | «Bard, a Man of Lake-town»      | 2:31         |
| 11. | «The High Fells»                | 2:37         |
| 12. | «The Nature of Evil»            | 3:20         |
| 13. | «Protector of The Common Folk»  | 3:37         |
| 14. | «Thrice Welcome»                | 3:34         |
| 15. | «Girion, Lord of Dale»          | 3:34         |
| 16. | «Durin's Folk»                  | 2:29         |
| 17. | «In The Shadow of The Mountain» | 2:16         |
| 18. | «A Spell of Concealment»        | 2:52         |
| 19. | «On The Doorstep»               | 7:46         |
| 20. | «The Courage of Hobbits»        | 3:00         |
| 21. | «Inside Information»            | 3:48         |
| 22. | «Kingsfoil»                     | 2:26         |
| 23. | «A Liar And A Thief»            | 3:41         |
| 24. | «The Hunters»                   | 9:05         |
| 25. | «Smaug»                         | 5:24         |
| 26. | «My Armor Is Iron»              | 5:16         |
| 27. | «I See Fire»                    | 5:01         |
| 28. | «Beyond The Forest»             | 5:28         |

## Награды и номинации
| Награды и номинации | Награды и номинации                        | Награды и номинации                                                        | Награды и номинации | Награды и номинации | Награды и номинации |
| Дата                | Награда                                    | Категория                                                                  | Номинант(ы) | Результат           | Прим.               |
| ------------------- | ------------------------------------------ | -------------------------------------------------------------------------- | --- | ------------------- | ------------------- |
| 2 марта 2014        | Оскар                                      | Лучшие визуальные эффекты                                                  | Джо Леттери, Эрик Сэйндон, Дэвид Клэйтон, Эрик Рейнольдс                                                                                             | Номинация           |                     |
| 2 марта 2014        | Оскар                                      | Лучший звуковой монтаж                                                     | Брент Бёрдж | Номинация           |                     |
| 2 марта 2014        | Оскар                                      | Лучший звук                                                                | Кристофер Бойс, Майкл Хеджес, Майкл Семаник, Тони Джонсон                                                                                            | Номинация           | [ 15 ]              |
| апрель 2014         | Жорж                                       | Зарубежный экшн года                                                       | | Победа              |                     |
| апрель 2014         | Жорж                                       | Зарубежный дуэт года                                                       | Бильбо Бэггинс и Смауг | Номинация           |                     |
| апрель 2014         | Жорж                                       | Зарубежный актёр года                                                      | Мартин Фриман | Номинация           |                     |
| апрель 2014         | Жорж                                       | Зарубежный актёр года                                                      | Бенедикт Камбербэтч | Номинация           |                     |
| апрель 2014         | Жорж                                       | Зарубежный злодей года                                                     | Смауг | Номинация           |                     |
| апрель 2014         | Жорж                                       | Зарубежный злодей года                                                     | Некромант | Номинация           |                     |
| апрель 2014         | Жорж                                       | Зарубежный герой года                                                      | Бильбо Бэггинс | Победа              | [ 16 ]              |
| июнь 2014           | Сатурн                                     | Лучшие спецэффекты                                                         | Джо Леттери, Эрик Сэйндон, Дэвид Клэйтон, Эрик Рэйнольдс                                                                                             | Номинация           |                     |
| июнь 2014           | Сатурн                                     | Лучший фильм в жанре фэнтэзи                                               | | Номинация           |                     |
| июнь 2014           | Сатурн                                     | Лучший режиссёр                                                            | Питер Джексон | Номинация           |                     |
| июнь 2014           | Сатурн                                     | Лучший второстепенный актёр                                                | Бенедикт Камбербэтч | Номинация           |                     |
| июнь 2014           | Сатурн                                     | Лучшая второстепенная актриса                                              | Эванджелин Лилли | Номинация           |                     |
| июнь 2014           | Сатурн                                     | Лучший сценарий                                                            | Фрэн Уолш, Филиппа Бойенс, Питер Джексон, Гильермо дель Торо                                                                                         | Номинация           |                     |
| июнь 2014           | Сатурн                                     | Лучшая музыка                                                              | Говард Шор | Номинация           |                     |
| июнь 2014           | Сатурн                                     | Лучшие декорации                                                           | Дэн Хенна | Победа              |                     |
| июнь 2014           | Сатурн                                     | Лучший грим                                                                | Рик Файндлейтер, Ричард Тэйлор, Питер Кинг | Номинация           | [ 17 ]              |
| 30 марта 2014       | Империя                                    | Лучший фильм                                                               | | Номинация           |                     |
| 30 марта 2014       | Империя                                    | Лучший режиссёр                                                            | Питер Джексон | Номинация           |                     |
| 30 марта 2014       | Империя                                    | Лучший актёр                                                               | Мартин Фриман | Номинация           |                     |
| 30 марта 2014       | Империя                                    | Лучший фантастический фильм                                                | | Победа              |                     |
| 30 марта 2014       | Империя                                    | Лучший мужской дебют                                                       | Эйдан Тернер | Победа              |                     |
| 30 марта 2014       | Империя                                    | Лучшая женская роль второго плана                                          | Эванджелин Лилли | Номинация           |                     |
| 30 марта 2014       | Империя                                    | Лучшая мужская роль второго плана                                          | Ричард Армитидж | Номинация           | [ 18 ]              |
| 12 февраля 2014     | Visual Effects Society                     | Лучшая виртуальная операторская работа в художественном фильме             | Кристиан Риверс, Фил Барренджер, Марк Джи, Тэлвин Тико Кабезас                                                                                       | Номинация           |                     |
| 12 февраля 2014     | Visual Effects Society                     | Визуальные эффекты в фильме, основанном на визуальных эффектах             | Джо Леттери, Эрик Сэйндон, Кевин Шервуд, Дэвид Клэйтон                                                                                               | Номинация           |                     |
| 12 февраля 2014     | Visual Effects Society                     | Фильмы с эффектами, двигающими сюжет                                       | Арейто Эчеваррия, Андреас Содерстром, Ронни Менахем, Кристоф Спренджер                                                                               | Номинация           |                     |
| 12 февраля 2014     | Visual Effects Society                     | Композитинг в художественном фильме                                        | Чарльз Тэйт, Робин Холландер, Джузеппе Тальявини, Шон Хьюстон                                                                                        | Номинация           |                     |
| 12 февраля 2014     | Visual Effects Society                     | Лучший анимированный персонаж в художественном фильме                      | Смауг (создатели анимированного персонажа - Эрик Рэйндольс, Дэвид Клэйтон, Мириам Катрин, Гийом Франсуа)                                             | Победа              | [ 19 ] [ 20 ]       |
| 13 апреля 2014      | MTV Movie Awards                           | Фильм года                                                                 | | Номинация           |                     |
| 13 апреля 2014      | MTV Movie Awards                           | Лучший бой                                                                 | Орландо Блум и Эванджелин Лилли против орков | Победа              |                     |
| 13 апреля 2014      | MTV Movie Awards                           | Лучший герой                                                               | Мартин Фриман в роли Бильбо Бэггинса | Номинация           |                     |
| 13 апреля 2014      | MTV Movie Awards                           | Лучшее перевоплощение на экране                                            | Орландо Блум | Номинация           | [ 21 ]              |
| 8 февраля 2014      | Art Directors Guild Awards                 | Выдающиеся заслуги художников-постановщиков в жанре фантастического фильма | Дэн Хенна | Номинация           | [ 22 ]              |
| 22 февраля 2014     | Costume Designers Guild Awards             | Выдающиеся костюмы в фантастическом фильме                                 | Энн Маскри, Ричард Тейлор, Боб Бак | Номинация           | [ 23 ] [ 24 ]       |
| 16 февраля 2014     | British Academy Film Awards                | Лучшие визуальные эффекты                                                  | Джо Леттери, Эрик Сэйндон, Дэвид Клейтон, Эрик Рейнольдс                                                                                             | Номинация           |                     |
| 16 февраля 2014     | British Academy Film Awards                | Лучший грим и укладка волос                                                | Питер Свордс Кинг, Ричард Тейлор, Рик Файндлетер | Номинация           | [ 25 ]              |
| 16 января 2014      | Выбор критиков                             | Лучший грим                                                                | | Номинация           |                     |
| 16 января 2014      | Выбор критиков                             | Лучшие спецэффекты                                                         | | Номинация           |                     |
| 16 января 2014      | Выбор критиков                             | Лучшая актриса в боевике                                                   | Эванджелин Лилли | Номинация           |                     |
| 16 января 2014      | Выбор критиков                             | Лучший художник-постановщик                                                | Дэн Хенна, Ра Винсент, Саймон Брайт | Номинация           |                     |
| 16 января 2014      | Выбор критиков                             | Лучший дизайн костюмов                                                     | Боб Бак, Лесли Баркс-Хардинг, Энн Маскри, Ричард Тэйлор                                                                                              | Номинация           | [ 26 ] [ 27 ]       |
| 2 января 2014       | Central Ohio Film Critics Association      | Актер года                                                                 | Бенедикт Камбербэтч (за роли в фильмах «Хоббит: Пустошь Смауга», «12 лет рабства», «Стартрек: Возмездие», «Пятая власть», «Август: Графство Осейдж») | Номинация           | [ 28 ] [ 29 ]       |
| 30 декабря 2013     | Comic Vine Movie Awards                    | Лучший фильм года                                                          | | Номинация           |                     |
| 30 декабря 2013     | Comic Vine Movie Awards                    | Лучший режиссёр                                                            | Питер Джексон | Номинация           |                     |
| 30 декабря 2013     | Comic Vine Movie Awards                    | Лучший герой                                                               | Мартин Фриман | Номинация           |                     |
| 30 декабря 2013     | Comic Vine Movie Awards                    | Лучший персонаж второго плана                                              | Гэндальф | Победа              |                     |
| 30 декабря 2013     | Comic Vine Movie Awards                    | Лучший персонаж второго плана                                              | Леголас | Номинация           |                     |
| 30 декабря 2013     | Comic Vine Movie Awards                    | Лучший злодей                                                              | Бенедикт Камбербэтч | Номинация           |                     |
| 30 декабря 2013     | Comic Vine Movie Awards                    | Лучшая экшн-сцена                                                          | В бочках — на волю | Номинация           |                     |
| 30 декабря 2013     | Comic Vine Movie Awards                    | Лучшая экшн-сцена                                                          | «Догонялки» со Смаугом | Номинация           |                     |
| 30 декабря 2013     | Comic Vine Movie Awards                    | Лучший сценарий                                                            | | Номинация           |                     |
| 30 декабря 2013     | Comic Vine Movie Awards                    | Лучшие спецэффекты                                                         | | Номинация           | [ 30 ]              |
| 9 января 2014       | Denver Film Critics Society                | Лучшая музыка                                                              | Говард Шор | Номинация           | [ 31 ]              |
| 15 декабря 2013     | Houston Film Critics Society Awards        | Лучшая песня                                                               | Эд Ширан — «I see fire» | Номинация           | [ 32 ] [ 33 ]       |
| декабрь 2013        | IGN's Best of 2013                         | Лучший фантастический фильм                                                | | Победа              | [ 34 ]              |
| декабрь 2013        | IGN's Best of 2013                         | Лучший фильм                                                               | | Номинация           | [ 35 ]              |
| декабрь 2013        | IGN's Best of 2013                         | Лучший фильм в формате 3D                                                  | | Номинация           | [ 36 ]              |
| декабрь 2013        | IGN People’s Choice Awards                 | Лучший фантастический фильм                                                | | Победа              | [ 37 ]              |
| декабрь 2013        | IGN People’s Choice Awards                 | Лучший фильм                                                               | | Победа              | [ 38 ]              |
| 18 декабря 2013     | Florida Film Critics Circle Awards         | Лучшие спецэффекты                                                         | | Номинация           | [ 39 ]              |
| январь 2014         | New Zealand Movie Awards                   | Лучший фантастический фильм                                                | | Победа              |                     |
| январь 2014         | New Zealand Movie Awards                   | Лучший злодей                                                              | Смауг | Номинация           | [ 40 ] [ 41 ]       |
| 8 января 2014       | People’s Choice Awards                     | Любимый фильм уходящего года                                               | | Номинация           | [ 42 ]              |
| 17 декабря 2013     | Phoenix Film Critics Society               | Лучшая музыка                                                              | Говард Шор | Номинация           | [ 43 ]              |
| 14 декабря 2013     | St. Louis Gateway Film Critics Association | Лучшие визуальные эффекты                                                  | | Номинация           |                     |
| 14 декабря 2013     | St. Louis Gateway Film Critics Association | Лучшие музыка                                                              | | Номинация           | [ 44 ] [ 45 ]       |
| 9 марта 2014        | Спутник                                    | Лучшая песня                                                               | Эд Ширан — «I see fire» | Номинация           | [ 46 ]              |
| 29 марта 2014       | Kids’ Choice Awards                        | Самая «крутая»                                                             | Эванджелин Лилли | Номинация           |                     |
| 29 марта 2014       | Kids’ Choice Awards                        | Любимая книга                                                              | Хоббит, или Туда и обратно | Номинация           | [ 47 ]              |
| 16 февраля 2014     | Motion Picture Sound Editors               | Лучший звуковой монтаж в полнометражном фильме                             | | Номинация           |                     |
| 16 февраля 2014     | Motion Picture Sound Editors               | Лучшие звуковые эффекты и фоновые шумы в кинофильме                        | | Номинация           | [ 48 ]              |